# Paranthrenella
Paranthrenella is een geslacht van vlinders uit de familie wespvlinders (Sesiidae), onderfamilie Sesiinae.
Paranthrenella is voor het eerst wetenschappelijk beschreven door Strand in 1916. De typesoort is Paranthrene formosicola.

## Soorten
Paranthrenella omvat de volgende soorten:
- Paranthrenella albipuncta Gorbunov & Arita, 2000
- Paranthrenella formosicola (Strand, 1916)
- Paranthrenella koshiensis Gorbunov & Arita, 1999
- Paranthrenella similis Gorbunov & Arita, 2000